# Ventanilla (Oaxaca)
Ventanilla es una comunidad en el municipio de Santa María Colotepec en el estado de Oaxaca. Ventanilla está a 64 metros de altitud. 

## Geografía
Está ubicada a 15° 29' 29.4" latitud norte y 96° 34' 53.04" longitud oeste.

## Población
Según el censo de población de INEGI del 2010: la comunidad cuenta con una población total de 634 habitantes, de los cuales 324 son mujeres y 310 son hombres. Del total de la población 27 personas hablan alguna lengua indígena.

## Ocupación
El total de la población económicamente activa es de 211 habitantes, de los cuales 160 son hombres y 51 son mujeres.